# Rusland op de Olympische Winterspelen 2006
Tijdens de Olympische Winterspelen van 2006 die in Turijn werden gehouden nam Rusland voor de vierde keer deel aan de Winterspelen.
Rusland schreef deze editie 190 deelnemers in die aan alle 15 Olympische sporten zouden deelnemen. Er werden 22 medailles behaald (acht gouden, zes zilveren en acht bronzen) in zeven takken van sport en eindigden daarmee op de vierde plaats in het medailleklassement.

## Medailles
Olga Pyljova won een zilveren medaille op de 15 km in de biatlon, maar werd later gediskwalificeerd, waarna haar landgenote Albina Akhatova naar de derde positie opschoof.
| Sport              | Naam                                                                                            | Discipline                    | Medaille |
| ------------------ | ----------------------------------------------------------------------------------------------- | ----------------------------- | -------- |
| Biatlon mannen     | Ivan Tsjerezov Sergej Tsjepikov Pavel Rostovtsev Nikolaj Kroeglov jr.                           | 4x 7,5 km estafette           | Zilver   |
| Biatlon vrouwen    | Albina Achatova                                                                                 | 10 km achtervolging           | Brons    |
| Biatlon vrouwen    | Albina Achatova                                                                                 | 15 km                         | Brons    |
| Biatlon vrouwen    | Svetlana Isjmoeratova                                                                           | 15 km                         | Goud     |
| Biatlon vrouwen    | Albina Achatova Anna Bogali Svetlana Isjmoeratova Olga Zajtseva                                 | 4x 6 km estafette             | Goud     |
| Bobsleeën          | Ivan Tsjerezov Aleksej Selivjorstov Aleksej Vojevoda Aleksandr Zoebkov                          | 4-mansbob                     | Zilver   |
| Freestyleskiën     | Vladimir Lebedev                                                                                | Aerilas, mannen               | Brons    |
| Kunstschaatsen     | Jevgeni Pljoesjtsjenko                                                                          | Mannen                        | Goud     |
| Kunstschaatsen     | Irina Sloetskaja                                                                                | Vrouwen                       | Brons    |
| Kunstschaatsen     | Tatjana Totmjanina Maksim Marinin                                                               | Paren                         | Goud     |
| Kunstschaatsen     | Tatjana Navka Roman Kostomarov                                                                  | IJsdansen                     | Goud     |
| Langlaufen mannen  | Jevgeni Dementjev                                                                               | 30 km achtervolging           | Goud     |
| Langlaufen mannen  | Jevgeni Dementjev                                                                               | 50 km vrije stijl, massastart | Zilver   |
| Langlaufen mannen  | Ivan Alypov Vasili Rotsjev                                                                      | 1,5 km sprint, team           | Brons    |
| Langlaufen vrouwen | Alena Sidko                                                                                     | 1,5 km sprint                 | Brons    |
| Langlaufen vrouwen | jevgenia Medvedeva-Abroezova                                                                    | 15 km achtervolging           | Brons    |
| Langlaufen vrouwen | Joelia Tsjepalova                                                                               | 30 km vrije stijl, massastart | Zilver   |
| Langlaufen vrouwen | Joelia Tsjepalova Jevgenia Medvedeva-Abroezova Natalia Baranova-Masolkina Larisa Koerkina       | 4x 5 km estafette             | Goud     |
| Rodelen            | Albert Demtsjenko                                                                               | Mannen, individueel           | Zilver   |
| Schaatsen mannen   | Dmitri Dorofejev                                                                                | 500m                          | Zilver   |
| Schaatsen vrouwen  | Svetlana Zjoerova                                                                               | 500m                          | Goud     |
| Schaatsen vrouwen  | Jekaterina Abramova Varvara Barysjeva Galina Lichatsjova Jekaterina Lobysjeva Svetlana Vysokova | team achtervolging            | Brons    |

Albanië · Algerije · Amerikaanse Maagdeneilanden · Andorra · Argentinië · Armenië · Australië · Azerbeidzjan · België · Bermuda · Bosnië en Herzegovina · Brazilië · Bulgarije · Canada · Chili · China · Chinees Taipei · Costa Rica · Cyprus · Denemarken · Duitsland · Estland · Ethiopië · Finland · Frankrijk · Georgië · Griekenland · Groot-Brittannië · Hongarije · Hongkong · Ierland · IJsland · India · Iran · Israël · Italië · Japan · Kazachstan · Kenia · Kirgizië · Kroatië · Letland · Libanon · Liechtenstein · Litouwen · Luxemburg · Macedonië · Madagaskar · Moldavië · Monaco · Mongolië · Nederland · Nepal · Nieuw-Zeeland · Noord-Korea · Noorwegen · Oekraïne · Oezbekistan · Oostenrijk · Polen · Portugal · Roemenië · Rusland · San Marino · Senegal · Servië en Montenegro · Slovenië · Slowakije · Spanje · Tadzjikistan · Thailand · Tsjechië · Turkije · Venezuela · Verenigde Staten · Wit-Rusland · Zuid-Afrika · Zuid-Korea · Zweden · Zwitserland